# Шуліка білохвостий
Шуліка білохвостий (Elanus leucurus) — хижий птах родини яструбових (Accipitridae). Поширений в Америці.

## Поширення
Білохвостий шуліка займає величезний ареал, який включає більшу частину американського континенту. У Північній Америці він присутній уздовж західної частини континенту, від Орегону до південної Нижньої Каліфорнії, а також у південному Техасі та південній частині Флориди. Просуваючись на південь, він зустрічається майже у всій Центральній Америці та у значних частинах Південної Америки. Мешкає на відкритих територіях, уникає територій, вкритих тропічними лісами (наприклад, басейну Амазонки), і віддає перевагу низовинам.

## Підвиди
- E. leucurus majusculus — США, Центральна Америка.
- E. leucurus leucurus — Панама, Південна Америка.

## Опис
Довжина тіла 35–43 см, розмах крил 88–102 см; маса тіла 241–375 г. Його забарвлення нагадує мартина, але форма тіла і стиль польоту характерні для яструба. Більша частина тіла біла, а кінчики крил чорні.

## Спосіб життя
Трапляється в основному у вологих, трав'янистих місцях з розкиданими деревами. Зазвичай не мешкає на висотах вище 1500 м над рівнем моря, хоча вид зафіксовано в Перу на висоті 4200 м над рівнем моря. Раціон складають дрібні гризуни, рідше інші птахи, великі комахи, амфібії та плазуни.
Гніздо у формі чаші, вистелене тонким матеріалом і розміщене в кроні окремого дерева чи куща малого або середнього розміру. Відкладає 3-5 яєць білого кольору з коричневими крапками і плямами. В одному дослідженому гнізді в Аргентині інкубаційний період становив 31 день.